# Сименон, Жорж
Жорж Жозеф Кристиан Сименон (фр. Georges Joseph Christian Simenon, 13 февраля 1903, Льеж, Бельгия — 4 сентября 1989, Лозанна, Швейцария) — бельгийский писатель, один из самых знаменитых в мире представителей детективного жанра в литературе. 
На его счету 425 книг, среди которых около двухсот бульварных романов под 16 псевдонимами, 220 романов под настоящим именем и трёхтомная автобиография. 
Наиболее известен серией детективов о полицейском комиссаре Мегрэ.

## Биография
Жорж Сименон родился 13 февраля 1903 года в Льеже в семье скромного служащего страховой компании. Дед Сименона был ремесленником, «шляпником», как писал позже Сименон, а прадед — шахтёром. Семья Сименонов была религиозной, и мальчик должен был каждое воскресенье ходить к мессе, хотя потом он утратил веру и перестал соблюдать обряды. Его мать хотела, чтобы её сын в будущем стал кюре или на худой конец кондитером, однако жизнь распорядилась иначе.
В доме у Сименонов жили иностранные студенты, которые снимали у них дешёвые комнаты с пансионом. Среди них было немало и русских. Они и познакомили юношу с литературой, увлекли его русской классикой и в общем-то определили дальнейшую судьбу. Кроме литературы, Сименон заинтересовался также медициной и правом и в дальнейшем попытался все это совместить в своем творчестве.
Вначале он не думал о том, что станет заниматься литературным трудом, и выбрал журналистику, хотя до этого никогда не читал газет, а эту работу представлял себе лишь по романам известного в то время французского писателя Гастона Леру, который писал детективы. В них действовал главный герой сыщик-любитель Рультабиль, который носил плащ и курил коротенькую трубочку. Какое-то время Сименон подражал своему любимому герою, а с трубкой не расставался до конца жизни. Трубку курил и комиссар Мегрэ, герой детективных произведений Сименона. В романах Гастона Леру действовали и репортёры.
Ещё будучи учеником колледжа, Сименон начал подрабатывать в редакции «Газетт де Льеж», где вёл полицейскую хронику, дважды в день обзванивая шесть полицейских участков города Льежа и посещая Центральный комиссариат. В автобиографической книге «Человек как все» Сименон вспоминал: «Писал я главным образом о жизни Льежа, о городских событиях, более или менее связанных с политикой, был весьма категоричен во мнениях и довольно скоро приобрел некоторую известность. Подумать только! Даже мой отец читал скромные опусы своего отпрыска и вечером, за столом, разговаривал со мной о них».
Сименону не пришлось доучиться в колледже, поскольку его отец серьёзно заболел. Юноша отбыл воинскую повинность и после смерти отца отправился в Париж, надеясь устроить там своё будущее.
Какое-то время Сименон подрабатывал в газетах и журналах в отделах судебной хроники и взахлёб читал популярные в двадцатые годы развлекательные романы. Однажды он решил, что может написать роман не хуже, и за короткое время написал своё первое крупное произведение — «Роман машинистки», который вышел в 1924 году, и с того года всего за десять лет Сименон опубликовал 300 романов и рассказов под разными псевдонимами, в том числе и Жорж Сим.
К тому времени Сименон был уже женат на своей землячке из Льежа, художнице Регине Раншон, имя которой ему не нравилось, и которую он называл поэтому по-своему — Тижи. Он привез её в Париж, и она стала писать картины. Потом Сименон с юмором вспоминал, что Тижи быстрее его стала известной художницей, а он долго оставался просто её мужем, хотя уже публиковал свои произведения.
Они вели богемную жизнь, посещали излюбленные художниками и писателями кафе на Монпарнасе, а когда удавалось получить хороший гонорар или продать подороже картины, уезжали путешествовать. Однажды они совершили путешествие по каналам Франции на яхте «Жинетта», и после этого Сименон решил построить свой парусник.
На этом паруснике под названием «Ostrogoth» Сименон проплыл по рекам Бельгии и Голландии, выходил в Северное море до Бремена и Вильгельмсхафена. Ему нравилось работать на паруснике, он печатал свои романы в тёплой каюте, отдыхал на палубе и наслаждался жизнью. На обратном пути они снова оказались на севере Голландии, в городке Делфзейл, и решили перезимовать там.

### Комиссар Мегрэ
Так в этом порту в 1929 году и родился первый роман Сименона с участием комиссара Мегрэ, который прославит его имя. Хотя сам этот роман — «Питер Латыш» — известен мало.
К этому времени относятся такие произведения, как «Нокс неуловимый», «Мадемуазель Икс», «Господин Галле скончался», «Цена Головы». Кроме того, Жорж Сименон сочиняет множество несложных романов, которые сам считал «коммерческими» («Записки машинистки» и др.).
Издатель Фейар, которому Сименон принёс свой первый детективный роман, по мнению многих, имел безошибочное чутьё в отношении того, будет произведение иметь успех или нет. Писатель вспоминал потом в своей автобиографической книге «Я диктую», как, прочитав рукопись, Фейар сказал:

Что вы, собственно говоря, тут настрочили? Ваши романы не похожи на настоящий детектив. Детективный роман развивается, как шахматная партия: читатель должен располагать всеми данными. Ничего похожего у вас нет. Да и комиссар ваш отнюдь не совершенство — не молод, не обаятелен. Жертвы и убийцы не вызывают ни симпатии, ни антипатии. Кончается всё печально. Любви нет, свадеб тоже. Интересно, как вы надеетесь увлечь всем этим публику?

Свой первый роман из «цикла Мегрэ» Сименон написал всего за шесть дней, а другие пять — за месяц. Всего же вышло 80 произведений, где действует знаменитый комиссар Криминальной полиции. Его образ настолько полюбился читателям, что ещё при жизни Сименона в городе Делфзейл, где он придумал своего героя, был воздвигнут бронзовый памятник комиссару Мегрэ. На церемонии открытия памятника бургомистр города вручил Сименону свидетельство о рождении, которое гласило: «Жюль Мегрэ, место рождения Делфзейл, дата рождения 1929 год, отец — Жорж Сименон, мать — неизвестна…»
Многие произведения из цикла романов о комиссаре Мегрэ были экранизированы. Одни из самых знаменитых образов Мегрэ созданы французским актёрами Жаном Габеном и Бруно Кремером.
В российском кино Мегрэ в разные годы играли Борис Тенин, Владимир Самойлов и Армен Джигарханян.

### Вторая мировая война
Поведение писателя во время Второй мировой войны было неоднозначным, его даже причисляли к коллаборационистам (в частности, речь шла о немецких фильмах по книгам Сименона). На самом деле степень его вовлечения в политику была минимальной. Тем не менее в течение 5 лет после войны для него был наложен запрет на издательскую деятельность. По другим источникам, Сименон сразу после прихода Гитлера к власти сам наложил запрет на издание своих книг в нацистской Германии. Однако по сведениям опубликоваными Еврейской Панорамой: "Жорж Сименон, позже прославившийся «комиссаром Мегрэ», работал в газете и опубликовал большую серию статей под общим названием «Еврейская угроза». Основой для них ему послужили сфальсифицированные «Протоколы сионских мудрецов». После войны Сименон, конечно, притих, но на страницах его детективных романов мы легко найдем негативные образы евреев."
(https://evrejskaja-panorama.de/article.2023-05.osibki-molodosti.html)
В годы войны он помогал бельгийским беженцам, которым грозил угон в Германию. В его доме скрывались британские парашютисты. С 1941 по 1943 год Сименон жил в провинции на западе Франции в г. Фонтене-ле-Конт в замке Тер-Нёв, где продолжал писать свои романы о знаменитом комиссаре Мегрэ. Позже он переезжает в Северную Америку. Жил в Квебеке, Флориде, Аризоне. Страдания людей в годы войны и оккупации Сименон описал в своих романах «Клан остендцев» (1946), «Грязь на снегу» (1948) и «Поезд» (1951).
В 1952 году Ж. Сименон стал членом Королевской академии Бельгии. В 1955 году вернулся во Францию (Канн) со второй женой Дениз Оме. В том же 1955 году Сименон был избран председателем Ассоциации детективных писателей США.
Вскоре переехал в Лозанну (Швейцария).
Романы Сименона — это не только детективы о комиссаре Мегрэ. Главными своими произведениями он считал «психологические», или, как их называл Сименон, «трудные» романы, такие как «Поезд», «Грязь на снегу», «Поезд из Венеции», «Президент», «Кот». В них с особой силой проявлялась сложность мира, человеческих взаимоотношений, психологизм жизни.
В конце 1972 года, в канун 70-летия Сименон принял решение не писать больше романов, оставив нереализованным очередной роман «Оскар». В последние годы жизни Сименон написал ряд автобиографических работ, таких как «Я диктую», «Письмо к моей матери», «Простые люди», «Ветер с севера, ветер с юга». В автобиографической книге «Интимные дневники» (фр. Mémoires intimes, 1981) Сименон рассказывает о семейной трагедии — самоубийстве своей дочери Мари-Жо в 1978 году, и о своей версии событий, приведших к её гибели.
Писатель скончался в Лозанне 4 сентября 1989 года, на 87-м году жизни.

### Личная жизнь
Сименон был женат два раза. Первая жена писателя — художница Тижи — после шестнадцати лет семейной жизни родила ему сына Марка. Однако их совместная жизнь не сложилась. Второй женой писателя стала Дениз Ойме, у них родилось трое детей — два сына, Жан и Пьер, и дочь Мари-Жо, которая покончила с собой в возрасте 25 лет.
С Дениз Сименон также расстался, однако она так и не дала ему развода. С Терезой Сберелен, которая сначала работала у него домработницей, он прожил до конца жизни в фактическом браке. По словам Сименона, именно она сыграла самую важную роль в его жизни — «позволила мне познать любовь и сделала меня счастливым».
Сам Сименон утверждал, что в течение жизни имел близкие отношения приблизительно с 10 тысячами женщин.

## Псевдонимы
В разные годы своей творческой деятельности Сименон писал под несколькими псевдонимами:
- Ж. Сим (фр. G. Sim)
- Жорж Сим (фр. Georges Sim)
- Жак Дерсон (фр. Jacques Dersonne)
- Жан Дорсаж (фр. Jean Dorsage)
- Жорж-Мартен Жорж (фр. Georges-Martin Georges)
- Жан дю Перри (фр. Jean du Perry)
- Гастон Виали (фр. Gaston Vialis)
- Кристиан Брюлль (фр. Christian Brulls)
- Люк Дорсан (фр. Luc Dorsan)
- Гом Гют (фр. Gom Gut)

## Признание
Еще в 1935 году Андре Жид после встречи с молодым писателем сказал: «Утверждаю, что считаю Сименона большим романистом, может быть, самым большим в современной французской литературе и самым настоящим именно романистом» и которого в романах последнего поражал неожиданный для сравнительно молодого писателя запас жизненных наблюдений, знания из самых разных областей человеческой деятельности. Также творчество Сименона ценили такие писатели, как Ф. Мориак, Ж. Бернанос, Р. Мартен дю Гар, Ч. Сноу и многие другие. Охотно читали их А. Мальро, Э. Хемингуэй, У. Фолкнер, Ж. Кессель, Л. Арагон.
Произведения Жоржа Сименона переведены на все основные языки мира.

## Интересные факты
- Согласно семейной легенде, одним из предков писателя был пленный русский солдат по фамилии Семёнов, уведённый в 1812 году наполеоновскими солдатами во Францию[12][13].

## Экранизации
По книгам Сименона было снято множество кино- и телефильмов. Всего насчитывается не менее 171 экранизации. Наиболее примечательные из них:
| Год  | Страна            | Название                                                                    | Режиссёр                       | В ролях                                                                 | Примечание                                                   |
| ---- | ----------------- | --------------------------------------------------------------------------- | ------------------------------ | ----------------------------------------------------------------------- | ------------------------------------------------------------ |
| 1932 | Франция           | Ночь на перекрёстке (фр. La Nuit du Carrefour)                              | Жан Ренуар                     | Пьер Ренуар (Мегрэ)                                                     |                                                              |
| 1932 | Франция           | Желтый пес (фр. Le Chien jaune)                                             | Жан Таррид                     | Абель Таррид (Мегрэ)                                                    |                                                              |
| 1933 | Франция           | Цена головы (фр. La tête d'un homme)                                        | Жюльен Дювивье                 | Гарри Бор (Мегрэ)                                                       |                                                              |
| 1942 | Франция           | Дом семи молодых девушек (фр. La Maison des sept jeunes filles)             | Альбер Валентен                |                                                                         |                                                              |
| 1942 | Франция           | (фр. Annette et la dame blonde)                                             | Жан Древиль                    |                                                                         |                                                              |
| 1942 | Франция           | Незнакомцы в доме (фр. Les Inconnus dans la Maison)                         | Анри Декуэн                    | Ремю (Эктор Лурса)                                                      |                                                              |
| 1942 | Франция           | Господин Мышь (фр. Monsieur La Souris)                                      | Жорж Лакомб                    | Ремю (Антонин Раматель / господин Мышь)                                 |                                                              |
| 1943 | Франция           | Пикпюс (фр. Picpus)                                                         | Ришар Потье                    | Альбер Прежан (Мегрэ)                                                   |                                                              |
| 1943 | Франция           | Он приехал в день всех святых (фр. Le Voyageur de la Toussaint)             | Луи Дакен                      | Жан Десайи (Жиль Мовуазен)                                              |                                                              |
| 1943 | Франция           | Человек из Лондона (фр. L'Homme de Londres)                                 | Анри Декуэн                    | Жюль Берри (Браун)                                                      |                                                              |
| 1944 | Франция           | Сесиль умерла (фр. Cécile est morte)                                        | Морис Турнёр                   | Альбер Прежан (Мегрэ)                                                   |                                                              |
| 1945 | Франция           | (фр. Les Caves du Majestic)                                                 | Ришар Потье                    | Альбер Прежан (Мегрэ)                                                   |                                                              |
| 1947 | Франция           | Паника (фр. Panique)                                                        | Жюльен Дювивье                 |                                                                         | по роману «Помолвка месье Ира»                               |
| 1947 | Великобритания    | Гавань искушения (англ. Temptation Harbour)                                 | Лэнс Комфорт                   |                                                                         | по роману «Человек из Лондона»                               |
| 1947 | Франция           | Последнее пристанище (фр. Dernier Refuge)                                   | Марк Моретт                    |                                                                         | по роману «Постоялец»                                        |
| 1949 | Франция · США     | Человек на Эйфелевой башне (англ. The Man on the Eiffel Tower)              | Бёрджесс Мередит               | Чарльз Лоутон (Мегрэ)                                                   | по роману «Цена головы»                                      |
| 1950 | Франция           | Мария из порта (фр. La Marie du port)                                       | Марсель Карне                  | Жан Габен (Анри Шатляр), Бланшетт Брюнуа (Мари), Николь Курсель (Одиль) | по роману «Мари из Порт-Ан-Бессена»                          |
| 1950 | Великобритания    | (англ. Midnight Episode)                                                    | Гордон Пэрри                   |                                                                         | по роману «Господин Мышь»                                    |
| 1952 | Франция           | Правда о Беби Донж (фр. La Vérité sur Bébé Donge)                           | Анри Декуэн                    |                                                                         |                                                              |
| 1952 | Франция           | Три туза (фр. Brelan d'as)                                                  | Анри Вернёй                    | Мишель Симон (Мегрэ)                                                    | фильм-антология                                              |
| 1952 | Франция           | Запретный плод (фр. Le Fruit défendu)                                       | Анри Вернёй                    |                                                                         |                                                              |
| 1952 | Великобритания    | Человек, который смотрел на поезда (англ. The Man Who Watched Trains Go By) | Гарольд Френч                  |                                                                         |                                                              |
| 1953 | Франция           | Грязь на снегу (фр. La neige était sale)                                    | Луис Заславский                |                                                                         |                                                              |
| 1956 | Франция           | Мегрэ ведёт расследование (фр. Maigret dirige l'enquête)                    | Стани Кордье                   | Maurice Manson (Мегрэ)                                                  | по роману «Сесиль умерла»                                    |
| 1955 | Мексика · США     | Жить в гармонии (англ. A Life in the Balance)                               | Гарри Хорнер и Рафаэль Портийо |                                                                         | по роману «Семь крестиков в записной книжке»                 |
| 1956 | США               | Дно бутылки (англ. The Bottom of the Bottle)                                | Генри Хэтэуэй                  |                                                                         |                                                              |
| 1956 | Франция           | Кровь в голову (фр. Le Sang à la tête)                                      | Жиль Гранжье                   | Жан Габен                                                               | по роману «Сын Кардино»                                      |
| 1957 | США               | Братья Рико (англ. The Brothers Rico)                                       | Фил Карлсон                    | Ричард Конте (Энди Рико)                                                |                                                              |
| 1958 | Франция           | Мегрэ расставляет силки (фр. Maigret tend un piège)                         | Жан Деланнуа                   | Жан Габен (Мегрэ)                                                       | Премия «Эдгар» в номинации «Лучший иностранный фильм» (1959) |
| 1958 | Австралия         | Безбилетный пассажир (англ. The Stowaway)                                   | Ли Робинсон и Ральф Хабиб      |                                                                         |                                                              |
| 1958 | Франция           | В случае несчастья (фр. En cas de malheur)                                  | Клод Отан-Лара                 | Жан Габен (Андре Гобийо)                                                |                                                              |
| 1959 | Франция           | Мегрэ и дело Сен-Фиакр (фр. Maigret et l'Affaire Saint-Fiacre)              | Жан Деланнуа                   | Жан Габен (Мегрэ)                                                       | по роману «Дело Сен-Фиакр»                                   |
| 1960 | Франция           | (фр. Le Baron de l'écluse)                                                  | Жан Деланнуа                   | Жан Габен (Мегрэ)                                                       |                                                              |
| 1960 | Великобритания    | Мегрэ (телесериал) (англ. Maigret)                                          |                                | Бэзил Сидни / Руперт Дэвис (Мегрэ)                                      | (телесериал,, 51 серия, 1960–1963)                           |
| 1961 | Франция           | Президент (фр. Le Président)                                                | Анри Вернёй                    | Жан Габен (Эмиль Бофор)                                                 |                                                              |
| 1961 | Франция           | Смерть красавицы (фр. La Mort de Belle)                                     | Эдуар Молинаро                 | Жан Десайи (Стефан Бланшон)                                             |                                                              |
| 1962 | Франция           | Лодка Эмиля (фр. Le Bateau d'Émile)                                         | Дени де ла Пательер            |                                                                         |                                                              |
| 1963 | Франция           | Мегрэ и гангстеры (фр. Maigret voit rouge)                                  | Жиль Гранжье                   | Жан Габен (Мегрэ)                                                       | по роману «Мегрэ, Лоньон и гангстеры»                        |
| 1963 | Франция           | Старший Фершо (фр. L'Aîné des Ferchaux)                                     | Жан-Пьер Мельвиль              | Шарль Ванель (Фершо), Жан-Поль Бельмондо (Мишель Моде)                  | по роману «Дело Фершо»                                       |
| 1964 | Италия            | Расследования комиссара Мегрэ (итал. Le inchieste del commissario Maigret)  |                                | Джино Черви (Мегрэ)                                                     | (телесериал, 16 серий, 1964–1972)                            |
| 1965 | Франция           | Три комнаты на Манхэттене (фр. Trois Chambres à Manhattan)                  | Марсель Карне                  | Анни Жирардо (Кей), Морис Роне (Франсуа)                                |                                                              |
| 1966 | Германия          | (нем. Maigret und sein größter Fall)                                        | Альфред Вайденман              | Хайнц Рюман (Мегрэ)                                                     | по роману Мегрэ в «Гай-Мулен»                                |
| 1966 | Италия            | Мегрэ на площади Пигаль (фр. Maigret à Pigalle)                             | Марио Ланди                    | Джино Черви (Мегрэ)                                                     | по роману «Мегрэ в Пикратте»                                 |
| 1967 | Великобритания    | Неизвестный в доме (англ. Stranger in the House)                            | Пьер Рув                       |                                                                         |                                                              |
| 1967 | Франция           | Расследования комиссара Мегрэ (фр. Les Enquêtes du commissaire Maigret)     |                                | Жан Ришар (Мегрэ)                                                       | (телесериал, 88 серий, 1967–1990)                            |
| 1971 | Франция           | Кот (фр. Le Chat)                                                           | Пьер Гранье-Дефер              | Жан Габен (Жюльен Буэн), Симона Синьоре (Клеманс Буэн)                  |                                                              |
| 1971 | Франция           | Вдова Кудер (фр. La Veuve Couderc)                                          | Пьер Гранье-Дефер              | Ален Делон (Жан Лавинь), Симона Синьоре (Тати Кудер)                    |                                                              |
| 1973 | Франция           | Поезд (фр. Le Train)                                                        | Пьер Гранье-Дефер              | Роми Шнайдер — (Анна), Жан-Луи Трентиньян — (Жюльен)                    |                                                              |
| 1974 | Франция           | Часовщик из Сен-Поля (фр. L'Horloger de Saint-Paul)                         | Бертран Тавернье               | Филипп Нуаре (Мишель Декомб), Жан Рошфор (инспектор)                    |                                                              |
| 1974 | Великобритания    | (англ. Armchair Cinema: The Prison)                                         |                                |                                                                         | (Euston Films/Thames Television, 1974)                       |
| 1982 | Франция           | (фр. L'Étoile du Nord)                                                      | Пьер Гранье-Дефер              |                                                                         |                                                              |
| 1982 | Франция           | Призраки шляпника (фр. Les Fantômes du Chapelier)                           | Шаброль, Клод                  |                                                                         |                                                              |
| 1982 | СССР              | Мегрэ колеблется                                                            | Вячеслав Бровкин               | Борис Тенин (Мегрэ)                                                     | телеспектакль ЦТ                                             |
| 1983 | Франция           | Экватор (фр. Équateur)                                                      | Серж Генсбур                   |                                                                         |                                                              |
| 1989 | Франция           | Мсье Ир (фр. Monsieur Hire)                                                 | Патрис Леконт                  | Мишель Блан (мсье Ир) Сандрин Боннер (Алиса)                            | по роману ««Помолвка мсье Ира»»                              |
| 1991 | СССР              | Семь дней после убийства                                                    | Расим Оджагов                  | Фахраддин Манафов (Рауф)                                                | по мотивам повести «Тюрьма»                                  |
| 1991 | Франция           | Мегрэ (фр. Maigret)                                                         |                                | Бруно Кремер (Мегрэ)                                                    | (телесериал, 54 серии, 1991–2005)                            |
| 1992 | Франция           | Бетти (фр. Betty)                                                           | Шаброль, Клод                  | Мари Трентиньян (Бетти Этамбль) Стефан Одран (Лора)                     |                                                              |
| 1995 | Испания           | Безбилетный пассажир (исп. El pasajero clandestino)                         | Агусти Вильяронга              |                                                                         |                                                              |
| 2001 | Франция           | Свободное падение (фр. L’Aîné des Ferchaux)                                 | Бернар Стора                   | Жан-Поль Бельмондо (Поль Фершо)                                         | по роману «Дело Фершо»                                       |
| 2003 | Франция · Бельгия | Дом у канала (фр. La Maison du canal)                                       | Ален Берлинер                  |                                                                         |                                                              |
| 2004 | Франция           | Красные огни (фр. Feux rouges)                                              | Седрик Кан                     | Жан-Пьер Дарруссен (Антуан) Кароль Буке (Элен)                          |                                                              |
| 2006 | Франция           | Калифорния (фильм, 2006) (фр. La Californie)                                | Жак Фьески                     |                                                                         | по рассказу «В тупике»                                       |
| 2007 | Венгрия           | Человек из Лондона (венг. A londoni férfi)                                  | Бела Тарр                      |                                                                         |                                                              |
| 2014 | Франция           | Голубая комната The Blue Room                                               | Матьё Амальрик                 |                                                                         |                                                              |
| 2014 | Франция           | Чёрный шар (фр. La Boule Noire)                                             | Denis Malleval                 |                                                                         |                                                              |
| 2016 | Великобритания    | Мегрэ (англ. Maigret)                                                       |                                | Роуэн Аткинсон (Мегрэ)                                                  | (телесериал, 2016-)                                          |
| 2022 | Франция           | Мегрэ и таинственная девушка (фр. Maigret (film))                           | Патрис Леконт                  | Жерар Депардье (Мегрэ)                                                  | по мотивам повести «Мегрэ и мёртвая девушка»                 |
| 2024 | Франция           | Красавица (фр. Belle)                                                       | Бенуа Жако                     | Гийом Кане Шарлотта Генсбур                                             | по роману «Смерть красавицы»                                 |